# 布布尼 (喬爾努希區)
50°16′42″N 32°46′41″E / 50.27833°N 32.77806°E
布布尼（烏克蘭語：Бубни），是烏克蘭中部的村莊，隸屬波爾塔瓦州的盧布尼區。該村距離盧戈維基2公里，海拔高度112米，2001年該村落人口318。